# ألكسندر رادوكيتش
ألكسندر رادوكيتش مواليد 22 مايو 1991 في نوفا غراديسكا، جمهورية كرواتيا الاشتراكية، جمهورية يوغوسلافيا الاشتراكية الاتحادية، هو لاعب كرة سلة صربي. بدأ مسيرته الاحترافية في سنة 2010. لعب مع نادي إيجوكيا لكرة السلة في الدوري الأدرياتيكي.

## روابط خارجية
- ألكسندر رادوكيتش على موقع الاتحاد الدولي لكرة السلة (الإنجليزية)
- ألكسندر رادوكيتش على موقع الدوري الأوروبي لكرة السلة (الإنجليزية)
- ألكسندر رادوكيتش على موقع كرة السلة الأوروبية.كوم (الإنجليزية)
- ألكسندر رادوكيتش على موقع ريلجم (الإنجليزية)
- ألكسندر رادوكيتش على موقع بروبوليرز (الإنجليزية)
- ألكسندر رادوكيتش على موقع سبورتس رفرنس (الإنجليزية)